# Дунтау Олександр Михайлович
Дунтау Олександр Михайлович (21 червня 1946, Київ — 8 січня 2010) — колишній народний депутат.

## Сімейний стан
Одружений, має 2 дітей.

## Освіта
Одеський інститут інженерів морського флоту, інженер-економіст.

## Кар'єра
Народний депутат України 12(1) склик. з 03.1990 (2-й тур) до 04.1994, Ізмаїльський виб. окр. № 304, Одес. обл. Голова підкомісії у зовнішньоекономічних зв'язках Комісії у закордонних справах.
03.1994 — канд. у нар. деп. України, Ізмаїльський виб. окр. № 305, Одес. обл., висун. виборцями, 1-й тур — 5,11 %, 7 місце з 17 прет.
- З 1962 — робітник, Ізмаїлський консерв. комбінат.
- З 1963 — слюсар судноремонтних заводів в місті Ізмаїлі та місті Одесі.
- З 1965 — моторист Дунайського пароплавства, місто Ізмаїл.
- З 1966 — служба в армії.
- З 1968 — курсант Одеського морехідного училища.
- З 1969 — матрос-моторист Дунайського пароплавства.
- З 1972 — студент Одеського інституту інженерів морського транспорту.
- З 1978 — інженер-економіст, груповий інженер-диспетчер пасажирських суден Дунайського пароплавства.
- З 1984 — слухач Одеського вищого інженерно-морського училища.
- З 1985 — заступник начальника контрольно-ревізійного відділу, місто Ізмаїл.
- З 1988 — голова комітету народного контролю Дунайського пароплавства.
- 09.1993-06.1995 — заступник голови Агентства міжнародного співробітництва та інвестицій[2][3].

Помер 8 січня 2010 року.
Один із чотирьох депутатів, які 24 серпня 1991 року голосували проти незалежності України.